# 王愷 (東晋)
王愷（おう がい、生没年不詳）は、中国の東晋の官僚。字は茂仁。本貫は太原郡晋陽県。

## 経歴
王坦之の長男として生まれた。若くして清官を歴任し、父の爵位を嗣いだ。太元末年に侍中となり、右衛将軍を兼ねた。弟の王愉らとともに名門貴族として隆盛を誇った。
隆安元年（397年）、王恭らが王国宝を討つと、王愷は解職を申し出た。王愷は王国宝とは異母兄弟で、もともと仲が悪かったことから、連座を免れた。王国宝が死去すると、王愷は呉郡内史として出向した。後に建康に召還されて、丹陽尹となった。桓玄らが江寧に入ると、王愷は兵に命じて石頭を守らせた。桓玄が敗れて西に逃れると、王愷は再び呉郡内史となった。後に病死した。太常の位を追贈された。

## 伝記資料
- 『晋書』巻75 列伝第45